# Erling Eckersberg
Erling Carl Vilhelm Eckersberg (25. september 1808 i København – 27. november 1889) var en dansk kobberstikker.
Han var søn af Christoffer Wilhelm Eckersberg, uddannede sig til kobberstikker under Oluf Bagge, medens han samtidig lærte at tegne på Kunstakademiet, hvis sølvmedaljer han vandt 1831. 2 år efter tilkendtes den store guldmedalje ham for et stik efter den lille van Eyck i Den Kongelige Malerisamling, og fra 1. januar 1834 fik han Akademiets rejsestipendium for 3 år og arbejdede navnlig i Paris og Parma. Blandt hans blade er Fiskere fra Hornbæk, efter faderens maleri, vistnok det bedste. For øvrigt havde han en fast stilling som kobberstikker ved Nationalbanken, indtil han i 1871 tog sin afsked på grund af svækket syn. Døde 27. november 1889, ugift.